# Fusión aneutrónica
La fusión aneutronica es cualquier forma de energía de fusión donde los neutrones no llevan más de un 1 % de la energía total liberada. Las reacciones de fusión más estudiadas liberan hasta un 80 % de su energía en forma de neutrones. El éxito en la fusión aneutrónica reduciría en gran medida los problemas asociados con la radiación por neutrones, tales como daños ionizantes, la activación por neutrones, y los requisitos para el blindaje biológico, manipulación a distancia, y la seguridad.
Algunos autores también consideran la posibilidad de una reducción drástica de costes mediante la conversión de energía directamente en electricidad. Sin embargo, las condiciones necesarias para aprovechar la fusión aneutrónica son mucho más extremas que las requeridas para el ciclo de combustible convencional de deuterio-tritio (DT).

## Candidatos viables
Existen pocas reacciones de fusión que no produzcan neutrones como derivados. Aquellas con las mayores secciones transversales son las siguientes:
| 2D  | + | 3He | → |   | 4He | (3.6 MeV) | + 1p   | (14.7 MeV)  |
| 2D  | + | 3He | → |   | 4He |           | + 1p   | + 18.3 MeV  |
| 2D  | + | 6Li | → | 2 | 4He |           |        | + 22.4 MeV  |
| 1p  | + | 6Li | → |   | 4He | (1.7 MeV) | + 3He  | (2.3 MeV)   |
| 1p  | + | 6Li | → |   | 4He |           | + 3He  | + 4.0 MeV   |
| 3He | + | 6Li | → | 2 | 4He |           | + 1p   | + 16.9 MeV  |
| 3He | + | 3He | → |   | 4He |           | + 2 1p | + 12.86 MeV |
| 1p  | + | 7Li | → | 2 | 4He |           |        | + 17.2 MeV  |
| 1p  | + | 11B | → | 3 | 4He |           |        | + 8.7 MeV   |
| 1p  | + | 15N | → |   | 12C |           | + 4He  | + 5.0 MeV   |

## Retos técnicos

### Temperatura
A pesar de las ventajas sugeridas de la fusión aneutrónica, la gran mayoría de la investigación en fusión se han volcado en la fusión DT porque los retos técnicos de hidrógeno-boro (p -  11  B) de fusión son demasiado grandes. La fusión del hidrógeno y boro requiere de energías iónicas o temperaturas casi diez veces superiores a las de la fusión DT. Para cualquier densidad dada de los núcleos reacción, la velocidad de reacción de hidrógeno-boro alcanza su tasa de pico a alrededor de 600 keV (6,9 millardos de grados Celsius o 6,9 gigakelvins), mientras que la reacción D-T tiene un pico en torno a 66 keV (765 millones de grados Celsius o 0,7 gigakelvin). Para conceptos de confinamiento con presión limitada, las temperatura de funcionamientos óptimas son aproximadamente 5 veces menores, pero la relación sigue siendo más o menos de diez a uno.

### Balance energético
Además, la velocidad de reacción pico de p-11B es sólo un tercio que para la reacción D-T, lo que requiere un mejor confinamiento del plasma. El confinamiento se caracteriza generalmente por el tiempo τ que la energía debe ser retenida de manera que la potencia de fusión liberada exceda la potencia necesaria para calentar el plasma. Varios requisitos se pueden derivar , más comúnmente el producto con la densidad , nτ, y el producto con la presión nTτ, los cuales son conocidos como los criterios de Lawson. El nτ requerido para p-11B es 45 veces mayor que la de DT. El nTτ requerido es 500 veces mayor. (Véase también neutronicity, requisito de confinamiento, y la densidad de potencia.) Dado que las propiedades de fusión de confinamiento de los enfoques convencionales , tales como el tokamak y la  láser pellet fusión son propuestas marginales, las propuestas más aneutrónicas utilizan radicalmente diferentes conceptos de confinamiento.
En la mayoría de los plasmas de fusión, la bremsstrahlung o radiación de frenado es un canal importante de pérdida de energía. (Véase también  bremsstrahlung pérdidas en quasineutral, plasmas isotrópicas.) Para la reacción p-11B, algunos cálculos indican que el radiación de frenado de potencia será de al menos 1,74 veces mayor que la energía de fusión. La proporción correspondiente a la reacción 3He-3He es ligeramente más favorable a 1,39. Esto no es aplicable a los plasmas no neutros, y diferente en plasma anisotrópico.
En el diseño de los reactores convencionales , ya sea basado en confinamiento magnético o confinamiento inercial, la radiación de frenado puede escapar fácilmente del plasma y se considera un término de pérdida de energía pura. El panorama sería más favorable si el plasma pudiera reabsorber la radiación. La absorción se produce principalmente a través de la dispersión de Thomson sobre los electrones, que tienen una sección transversal total de σT = 6,65 × 10 -29 m². En una mezcla de D-T 50-50 lo que corresponde a un rango de 6,3 g/cm². Esto es considerablemente más alto que los criterios de Lawson de ρR > 1 g/cm², que ya es difícil de lograr, pero no debería estar fuera del alcance de los futuros sistemas de confinamiento inercial.
En los campos magnéticos muy altos, del orden de un megatesla, un efecto mecánico-cuántico puede suprimir la transferencia de energía de los iones a los electrones Según un cálculo, las perdidas por bremsstrahlung pueden ser reducidas a la mitad de la energía de fusión o menos. En un campo magnético fuerte, la radiación ciclotrón es incluso más grande que la radiación de frenado. En un campo megatesla, un electrón perdería su energía en radiación ciclotrón en pocos ps si la radiación pudiese escapar. Sin embargo, en un plasma suficientemente denso (ne > 2.5×1030 m−3, una densidad mayor que la de un sólido) , la frecuencia de ciclotrón es menor que el doble de la frecuencia de plasma. En este caso bien conocido, la radiación ciclotrón está atrapada en el interior del plasmoide y no puede escapar, excepto de una capa superficial muy delgada.
Mientras que los campos megatesla aún no se han logrado en el laboratorio, los campos de 0,3 MT se han producido con láseres de alta intensidad, y los campos de 0,02-0,04 MT se han observado con el dispositivo de foco de plasma denso.
A densidades mucho más altas (ne > 6.7×1034 m−3), los electrones serán degenerados de Fermi, que suprime las pérdidas de radiación de frenado, tanto directamente como mediante la reducción de la transferencia de energía de los iones a los electrones. Si se pueden alcanzar las condiciones necesarias, la producción neta de energía a partir de p-11B o D-3 el combustible puede ser posible. La probabilidad de un reactor viable basada exclusivamente en este sentido sigue siendo baja, sin embargo, debido a que la  ganancia se prevé que sea inferior a 20, mientras que más de 200 se considera generalmente necesario. (Hay, sin embargo, efectos que podrían mejorar sustancialmente la ganancia.) [cita requerida]

### Densidad energética
En cada diseño de planta de energía de fusión publicada, la parte de la planta que produce las reacciones de fusión es mucho más cara que la parte que convierte la energía nuclear para electricidad. En este caso, al igual que en la mayoría de los sistemas de energía, la densidad de energía es una característica muy importante. Duplicar la densidad de potencia, por lo menos, reduce a la mitad el costo de la electricidad. Además, el tiempo de confinamiento requerido depende de la densidad de potencia.
Sin embargo, no es trivial para comparar la densidad de potencia producida por diferentes ciclos de combustible de fusión. El caso más favorable a la p-11B respecto al combustible D-T es un dispositivo de confinamiento (hipotético) que sólo funciona bien a temperaturas de iones por encima de aproximadamente 400 keV, donde el parámetro de velocidad de reacción <σv> es igual para los dos combustibles, y que se ejecuta con una baja temperatura de los electrones. p–11B no requiere un largo tiempo de confinamiento, porque la energía de sus productos cargados es de dos veces y media superior a la de D-T. Sin embargo, relajando estos supuestos, por ejemplo, teniendo en cuenta electrones calientes, al permitir que la reacción de D-T para funcionar a una temperatura más baja o mediante la inclusión de la energía de los neutrones en el cálculo, se desplaza la ventaja de densidad de potencia a D-T.
La suposición más común es comparar las densidades de potencia a la misma presión, la elección de la temperatura de los iones para cada reacción para maximizar la densidad de potencia, y con la temperatura de los electrones igual a la temperatura de los iones. Aunque sistemas de confinamiento pueden ser a veces limitadas por otros factores, la mayoría de los esquemas bien investigados tienen algún tipo de límite de presión. Bajo estas premisas, la densidad de potencia de p–11B es de unas 2100 veces más pequeña que el de D-T. El uso de electrones fríos reduce la relación a aproximadamente 700. Estos números son otra indicación de que la energía de fusión aneutrónica no será posible con cualquiera de las líneas principales en conceptos de confinamiento.

## Investigaciones recientes
- Lawrenceville Plasma Physics ha publicado los resultados iniciales y esbozó un programa experimental y teórico para la fusión aneutrónica con el foco de plasma denso (DPF),[16] basado en los debates anteriores.[17] El apoyo privado fue financiado inicialmente por el Jet Propulsion Laboratory de la NASA.[18]

- La fusión Polywell fue iniciada por el difunto Robert W. Bussard y financiada por la Marina de los EE. UU. Usa confinamiento electrostático de inercia. La investigación continúa en la compañía que fundó, EMC2.[19][20]

- Z-machine en el Laboratorio Nacional Sandia, un dispositivo z-pinch, puede producir energía de iones para las reacciones de hidrógeno-boro, hasta 300 keV[21] Los plasmas en estado de no equilibrio por lo general, tienen una temperatura de los electrones más alta que su temperatura de los iones, pero el plasma en la Z-machine tiene un especial estado de no equilibrio revertido, donde la temperatura de los iones es 100 veces superior a la temperatura de electrones. Estos datos representan un nuevo campo de investigación, e indican que las pérdidas de radiación de frenado podrían ser de hecho menor de lo esperado en un diseño de este tipo.

Ninguno de estos esfuerzos ha probado todavía su dispositivo con combustible de hidrógeno-boro, por lo que el rendimiento esperado se basa en la extrapolación de la teoría, los resultados experimentales con otros combustibles y de las simulaciones.
- Un equipo ruso produjo, en 2005, la fusión hidrógeno-boro mediante un láser de picosegundos.[22] Sin embargo, el número de partículas alfa resultante (alrededor de 103 por pulso de láser) fue extremadamente baja.